# Marchantia chenopoda
Marchantia chenopoda (também chamada de Marchantia brasiliensis) é uma espécie do gênero Marchantia.  